# .cw
.cw è il dominio di primo livello nazionale assegnato a Curaçao.
Il dominio è stato creato in seguito alla dissoluzione delle Antille Olandesi. I possessori di un dominio .an hanno avuto la possibilità di registrare l'equivalente dominio .cw durante il periodo di transizione.